# Amerikanske flådeministre
Amerikanske flådeministre eller United States Secretary of the Navy (SECNAV) er den civile leder af det amerikanske flådeministerium. Posten som flådeminister var en post i præsidentens kabinet frem til 1947, hvor flåde, hær og det nyoprettede luftvåben blev samlet under forsvarsministeriet og forsvarsministeren overtog posten i kabinettet. Posten som flådeminister besættes ved at præsidenten nominerer en kandidat, som skal godkendes af et flertal i Senatet.

## Ansvarsområde
Flådeministeren er ansvarlig for, og har autoritet til at varetage alle flådeministeriets affærer herunder rekruttering, organisation, forsyning, udstyr, træning, mobilisering og demobilisering. Ministeren fører tilsyn med bygning, udrustning og reparation af flådens skibe, udstyr og faciliteter. Ministeren er ansvarlig for udformning og gennemførelse af politikker og programmer, som er i overensstemmelse med nationens sikkerhedspolitik og målsætninger fastlagt af præsidenten og forsvarsministeren.
Flådeministeriet rummer to værn: United States Navy og United States Marine Corps. Når kystbevogtningen opererer som en våbengren i flåden har flådeministeren de samme beføjelser som sikkerhedsministeren har når kystbevogtningen ikke opererer som en del af flåden.

## Flådeministeriet
Flådeministerens kontor og de underordnede embedsmænd kaldes samlet set for flådens sekretariat. Andre medlemmer af sekretariatet er viceflådeministeren Assistant Secretary of the Navy (ASN), flådens jurist, flådens generalauditør, flådens inspektør, lederen af flådens lovgivningskontor og lederen af flådens forskningskontor.

## Flådeministre[7][8]
Angiver fungerende ministre

### Kontinentale kongres
| Billede      | Navn         | Embedsperiode |
| Joseph Hewes | Joseph Hewes | 1776–1778     |

### Kabinetsminister
| Nr.          | Billede                         | Navn                            | Hjemstat       | Embedsperiode                         | Tjente under                          |
| ------------ | ------------------------------- | ------------------------------- | -------------- | ------------------------------------- | ------------------------------------- |
| 1            | Benjamin Stoddert               | Benjamin Stoddert               | Maryland       | 18. juni 1798 – 31. marts 1801        | John Adams                            |
| 2            | Robert Smith                    | Robert Smith                    | Maryland       | 27. juli 1801 - 4. marts 1809         | Thomas Jefferson                      |
| 3            | Paul Hamilton                   | Paul Hamilton                   | South Carolina | 15. maj 1809 – 31. december 1812      | James Madison                         |
| 4            | William Jones                   | William Jones                   | Pennsylvania   | 19. januar 1813 – 1. december 1814    | James Madison                         |
| 5            | Benjamin Williams Crowninshield | Benjamin Williams Crowninshield | Massachusetts  | 16. januar 1815 – 30. september 1818  | James Madison, James Monroe           |
| 6            | Smith Thompson                  | Smith Thompson                  | New York       | 1. januar 1819 – 31. august 1823      | James Monroe                          |
| 7            | Samuel Lewis Southard           | Samuel Lewis Southard           | New Jersey     | 16. september 1823 – 4. marts 1829    | James Monroe, John Quincy Adams       |
| 8            | John Branch                     | John Branch                     | North Carolina | 9. marts 1829 – 12. maj 1831          | Andrew Jackson                        |
| 9            | Levi Woodbury                   | Levi Woodbury                   | New Hampshire  | 23. maj 1831 – 30. juni 1834          | Andrew Jackson                        |
| 10           | Mahlon Dickerson                | Mahlon Dickerson                | New Jersey     | 1. juli 1834 – 30. juni 1838          | Andrew Jackson, Martin Van Buren      |
| 11           | James Kirke Paulding            | James Kirke Paulding            | New York       | 1. juli 1838 – 4. marts 1841          | Martin Van Buren                      |
| 12           | George Edmund Badger            | George Edmund Badger            | North Carolina | 6. marts 1841 – 11. september 1841    | William Henry Harrison, John Tyler    |
| 13           | Abel Parker Upshur              | Abel Parker Upshur              | Virginia       | 11. oktober 1841 – 23. juli 1843      | John Tyler                            |
| 14           | David Henshaw                   | David Henshaw                   | Massachusetts  | 24. juli 1843 – 18. februar 1844      | John Tyler                            |
| 15           | Thomas Walker Gilmer            | Thomas Walker Gilmer            | Virginia       | 19. februar 1844 – 28. februar 1844   | John Tyler                            |
| 16           | John Young Mason                | John Young Mason                | Virginia       | 26. marts 1844 – 4. marts 1845        | John Tyler                            |
| 17           | George Bancroft                 | George Bancroft                 | Massachusetts  | 11. marts 1845 – 9. september 1846    | James Knox Polk                       |
| 18           | John Young Mason                | John Young Mason                | Virginia       | 10. september 1846 – 4. marts 1849    | James Knox Polk                       |
| 19           | William Ballard Preston         | William Ballard Preston         | Virginia       | 8. marts 1849 – 22. juli 1850         | Zachary Taylor                        |
| 20           | William Alexander Graham        | William Alexander Graham        | North Carolina | 2. august 1850 – 25. juli 1852        | Millard Fillmore                      |
| 21           | John Pendleton Kennedy          | John Pendleton Kennedy          | Maryland       | 26. juli 1852 – 4. marts 1853         | Millard Fillmore                      |
| 22           | James Cochran Dobbin            | James Cochran Dobbin            | North Carolina | 8. marts 1853 – 4. marts 1857         | Franklin Pierce                       |
| 23           | Isaac Toucey                    | Isaac Toucey                    | Connecticut    | 7. marts 1857 – 4. marts 1861         | James Buchanan                        |
| 24           | Gideon Welles                   | Gideon Welles                   | Connecticut    | 7. marts 1861 – 4. marts 1869         | Abraham Lincoln, Andrew Johnson       |
| 25           | Adolph Edward Borie             | Adolph Edward Borie             | Pennsylvania   | 9. marts 1869 – 25. juni 1869         | Ulysses S. Grant                      |
| 26           | George Maxwell Robeson          | George Maxwell Robeson          | New Jersey     | 26. juni 1869 – 4. marts 1877         | Ulysses S. Grant                      |
| (fungerende) | William Faxon                   | William Faxon                   |                | 4. marts 1877 – 13. marts 1877        | Rutherford B. Hayes                   |
| 27           | Richard Wigginton Thompson      | Richard Wigginton Thompson      | Indiana        | 13. marts 1877– 20. december 1880     | Rutherford B. Hayes                   |
| 28           | Nathan Goff, Jr.                | Nathan Goff, Jr.                | West Virginia  | 7. januar 1881– 4. marts 1881         | Rutherford B. Hayes                   |
| 29           | William Henry Hunt              | William Henry Hunt              | Louisiana      | 7. marts 1881 – 16. april 1882        | James Garfield, Chester A. Arthur     |
| 30           | William Eaton Chandler          | William Eaton Chandler          | New Hampshire  | 16. april 1882 – 4. marts 1885        | Chester A. Arthur                     |
| 31           | William Collins Whitney         | William Collins Whitney         | New York       | 7. marts 1885 – 4. marts 1889         | Grover Cleveland                      |
| 32           | Benjamin Franklin Tracy         | Benjamin Franklin Tracy         | New York       | 6. marts 1889 – 4. marts 1893         | Benjamin Harrison                     |
| 33           | Hilary Abner Herbert            | Hilary Abner Herbert            | Alabama        | 7. marts 1893 – 4. marts 1897         | Grover Cleveland                      |
| 34           | John Davis Long                 | John Davis Long                 | Massachusetts  | 6. marts 1897 – 30. april 1902        | William McKinley, Theodore Roosevelt  |
| 35           | William Henry Moody             | William Henry Moody             | Massachusetts  | 1. maj 1902 – 30. juni 1904           | Theodore Roosevelt                    |
| 36           | Paul Morton                     | Paul Morton                     |                | 1. juli 1904 – 30. juni 1905          | Theodore Roosevelt                    |
| 37           | Charles Joseph Bonaparte        | Charles Joseph Bonaparte        | Maryland       | 1. juli 1905 – 16. december 1906      | Theodore Roosevelt                    |
| 38           | Victor Howard Metcalf           | Victor Howard Metcalf           | California     | 17. december 1906 – 30. november 1908 | Theodore Roosevelt                    |
| 39           | Truman Handy Newberry           | Truman Handy Newberry           | Michigan       | 1. december 1908 – 4. marts 1909      | Theodore Roosevelt                    |
| 40           | George von Lengerke Meyer       | George von Lengerke Meyer       | Massachusetts  | 6. marts 1909 – 4. marts 1913         | William Howard Taft                   |
| 41           | Josephus Daniels                | Josephus Daniels                | North Carolina | 5. marts 1913 – 4. marts 1921         | Woodrow Wilson                        |
| 42           | Edwin Denby                     | Edwin Denby                     | Michigan       | 6. marts 1921 – 10. marts 1924        | Warren G. Harding, Calvin Coolidge    |
| (fungerende) | Theodore Roosevelt, Jr.         | Theodore Roosevelt, Jr.         | New York       | 10. marts 1924 – 19. marts 1924       | Calvin Coolidge                       |
| 43           | Curtis Dwight Wilbur            | Curtis Dwight Wilbur            | California     | 19. marts 1924 – 4. marts 1929        | Calvin Coolidge                       |
| 44           | Charles Adams III               | Charles Francis Adams III       | Massachusetts  | 5. marts 1929 – 4. marts 1933         | Herbert Hoover                        |
| 45           | Claude augustus Swanson         | Claude augustus Swanson         | Virginia       | 4. marts 1933 – 7. juli 1939          | Franklin D. Roosevelt                 |
| 46           | Charles Edison                  | Charles Edison                  | New Jersey     | 7. juli 1939 – 2. januar 1940         | Franklin D. Roosevelt                 |
| 46           | Charles Edison                  | Charles Edison                  | New Jersey     | 2. januar 1940 – 24. juni 1940        | Franklin D. Roosevelt                 |
| (fungerende) |                                 | Lewis Compton                   |                | 24. juni 1940 – 11. juli 1940         | Franklin D. Roosevelt                 |
| 47           | William Franklin Knox           | William Franklin Knox           | Illinois       | 11. juli 1940 – 28. april 1944        | Franklin D. Roosevelt                 |
| (fungerende) |                                 | Ralph A. Bard                   |                | 28. april 1944 – 19. maj 1944         | Franklin D. Roosevelt                 |
| 48           | James Vincent Forrestal         | James Vincent Forrestal         | New York       | 19. maj 1944 – 17. september 1947     | Franklin D. Roosevelt, Harry S Truman |

### Flådeministre i forsvarsministeriet
| Nr.          | Billede                   | Navn                      | Embedsperiode                        | Tjente under                       |
| ------------ | ------------------------- | ------------------------- | ------------------------------------ | ---------------------------------- |
| 1            | John L. Sullivan          | John L. Sullivan          | 18. september 1947 – 24. maj 1949    | Harry S. Truman                    |
| 2            | Francis P. Matthews       | Francis P. Matthews       | 25. maj 1949 – 31. juli 1951         | Harry S. Truman                    |
| 3            | Dan A. Kimball            | Dan A. Kimball            | 31. juli 1951 – 20. januar 1953      | Harry S. Truman                    |
| 4            | Robert B. Anderson        | Robert B. Anderson        | 4. februar 1953 – 3. marts 1954      | Dwight D. Eisenhower               |
| 5            | Charles S. Thomas         | Charles S. Thomas         | 3. maj 1954 – 1. april 1957          | Dwight D. Eisenhower               |
| 6            | Thomas S. Gates           | Thomas S. Gates           | 1. april 1957 – 8. juni 1959         | Dwight D. Eisenhower               |
| 7            | William B. Franke         | William B. Franke         | 8. juni 1959 – 19. januar 1961       | Dwight D. Eisenhower               |
| 8            | John B. Connally, Jr      | John B. Connally, Jr      | 25. januar 1961 – 20. december 1961  | John F. Kennedy                    |
| 9            | Fred Korth                | Fred Korth                | 4. januar 1962 – 1. november 1963    | John F. Kennedy                    |
| (fungerende) | Paul B. Fay               | Paul B. Fay               | 2. november 1963 – 28. november 1963 | John F. Kennedy, Lyndon B. Johnson |
| 10           | Paul H. Nitze             | Paul H. Nitze             | 29. november 1963 – 30. juni 1967    | Lyndon B. Johnson                  |
| (fungerende) |                           | Charles F. Baird          | 1. juli 1967 – 31. august 1967       | Lyndon B. Johnson                  |
| 11           | Paul R. Ignatius          | Paul R. Ignatius          | 1. september 1967 – 24. januar 1969  | Lyndon B. Johnson                  |
| 12           | John H. Chafee            | John H. Chafee            | 31. januar 1969 – 4. maj 1972        | Richard M. Nixon                   |
| 13           | John W. Warner            | John W. Warner            | 4. maj 1972 – 8. april 1974          | Richard M. Nixon                   |
| 14           | J. William Middendorf, II | J. William Middendorf, II | 8. april 1974 – 20. januar 1977      | Richard M. Nixon, Gerald Ford      |
| 15           | W. Graham Claytor, Jr.    | W. Graham Claytor, Jr.    | 14. februar 1977 – 24. august 1979   | Jimmy Carter                       |
| 16           | Edward Hidalgo            | Edward Hidalgo            | 24. oktober 1979 – 20. januar 1981   | Jimmy Carter                       |
| 17           | John Lehman               | John Lehman               | 5. februar 1981 – 10. april 1987     | Ronald Reagan                      |
| 18           | Jim Webb                  | Jim Webb                  | 1. maj 1987 – 23. februar 1988       | Ronald Reagan                      |
| 19           | William L. Ball           | William L. Ball           | 28. marts 1988 – 15. maj 1989        | Ronald Reagan, George H.W. Bush    |
| 20           | Henry L. Garrett III      | Henry L. Garrett III      | 15. maj 1989 – 26. juni 1992         | George H.W. Bush                   |
| (fungerende) |                           | Daniel Howard             | 26. juni 1992 – 7. juli 1992         | George H.W. Bush                   |
| 21           | Sean O'Keefe              | Sean O'Keefe              | 7. juli 1992 – 2. oktober 1992       | George H.W. Bush                   |
| 21           | Sean O'Keefe              | Sean O'Keefe              | 2. oktober 1992 – 20. januar 1993    | George H.W. Bush                   |
| (fungerende) | Frank B. Kelso II         | Admiral Frank B. Kelso II | 20. januar 1993 – 21. juli 1993      | Bill Clinton                       |
| 22           | John H. Dalton            | John H. Dalton            | 22. juli 1993 – 16. november 1998    | Bill Clinton                       |
| 23           | Richard Danzig            | Richard Danzig            | 16. november 1998 – 20. januar 2001  | Bill Clinton                       |
| (fungerende) | Robert B. Pirie, Jr.      | Robert B. Pirie, Jr.      | 20. januar 2001 – 24. maj 2001       | George W. Bush                     |
| 24           | Gordon R. England         | Gordon R. England         | 24. maj 2001 – 30. januar 2003       | George W. Bush                     |
| (fungerende) | Susan Livingstone         | Susan Livingstone         | 30. januar 2003 – 7. februar 2003    | George W. Bush                     |
| (fungerende) | Hansford T. Johnson       | Hansford T. Johnson       | 7. februar 2003 – 30. september 2003 | George W. Bush                     |
| 25           | Gordon R. England         | Gordon R. England         | 1. oktober 2003 – 29. december 2005  | George W. Bush                     |
| (fungerende) | Dionel M. Aviles          | Dionel M. Aviles          | 29. december 2005 – 3. januar 2006   | George W. Bush                     |
| 26           | Donald C. Winter          | Donald C. Winter          | 3. januar 2006 – 13. marts 2009      | George W. Bush, Barack Obama       |
| (fungerende) | B. J. Penn                | B.J. Penn                 | 13. marts 2009 – 19. maj 2009        | Barack Obama                       |
| 27           | Ray Mabus                 | Ray Mabus                 | 18. juni 2009 – 20. januar 2017      | Barack Obama                       |
| (fungerende) | Sean Stackley             | Sean Stackley             | 20. januar 2017 – 3. august 2017     | Donald Trump                       |
| 28           | Richard V. Spencer        | Richard V. Spencer        | 3. august 2017 – 15. juli 2019       | Donald Trump                       |
| (fungerende) | Thomas Modly              | Thomas Modly              | 15. juli 2019 – 31. juli 2019        | Donald Trump                       |
| 28           | Richard V. Spencer        | Richard V. Spencer        | 31. juli 2019 – 24. november 2019    | Donald Trump                       |
| (fungerende) | Thomas Modly              | Thomas Modly              | 24. november 2019 – 7. april 2020    | Donald Trump                       |
| (fungerende) | James E. McPherson        | James E. McPherson        | 7. april 2020 – 29. maj 2020         | Donald Trump                       |
| 29           | Kenneth Braithwaite       | Kenneth Braithwaite       | 29. maj 2020 – 20. januar 2021       | Donald Trump                       |
| (fungerende) | Thomas W. Harker          | Thomas W. Harker          | 20. januar 2021 – nuværende          | Joe Biden                          |